# Aniba ferruginea
Espèce
Classification APG III (2009)
Statut de conservation UICN

 VU D2 : Vulnérable
Aniba ferruginea est une espèce de plantes à fleurs de la famille des Lauraceae, endémique de l'Amazonie vénézuélienne.